# ویکی‌پدیای ایسلندی
ویکی‌پدیای ایسلندی (به ایسلندی: Wikipedia, frjálsa alfræðiritið) نسخهٔ زبان ایسلندی وب‌گاه ویکی‌پدیا است که در ۵ دسامبر ۲۰۰۳ کارش را شروع کرد و تا ۴ دسامبر ۲۰۱۰ دارای ۳۰٫۱۰۰ نوشتار به این زبان بود.
این دانشنامه تا ۱۵ سپتامبر ۲۰۱۱ با بیش از ۳۲,۲۰۰ مقاله در رتبه شصت‌ونهم ویکی‌پدیاها قرار دارد.